# Blaxland
Blaxland è una città della regione delle Montagne Blu del Nuovo Galles del Sud, Australia.
Blaxland è situata 70 km ad ovest da Sydney nell'area di governo locale della città di Blue Mountains.

## Infrastrutture e trasporti
La stazione di Blaxland si trova lungo la linea Blue Mountains della rete  intercity di NSW TrainLink.

## Galleria d'immagini

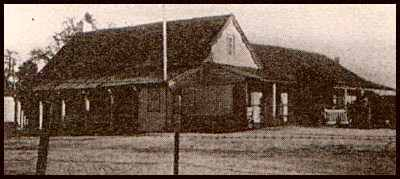
Pilgrim Inn, intorno agli anni '20 del XX secolo
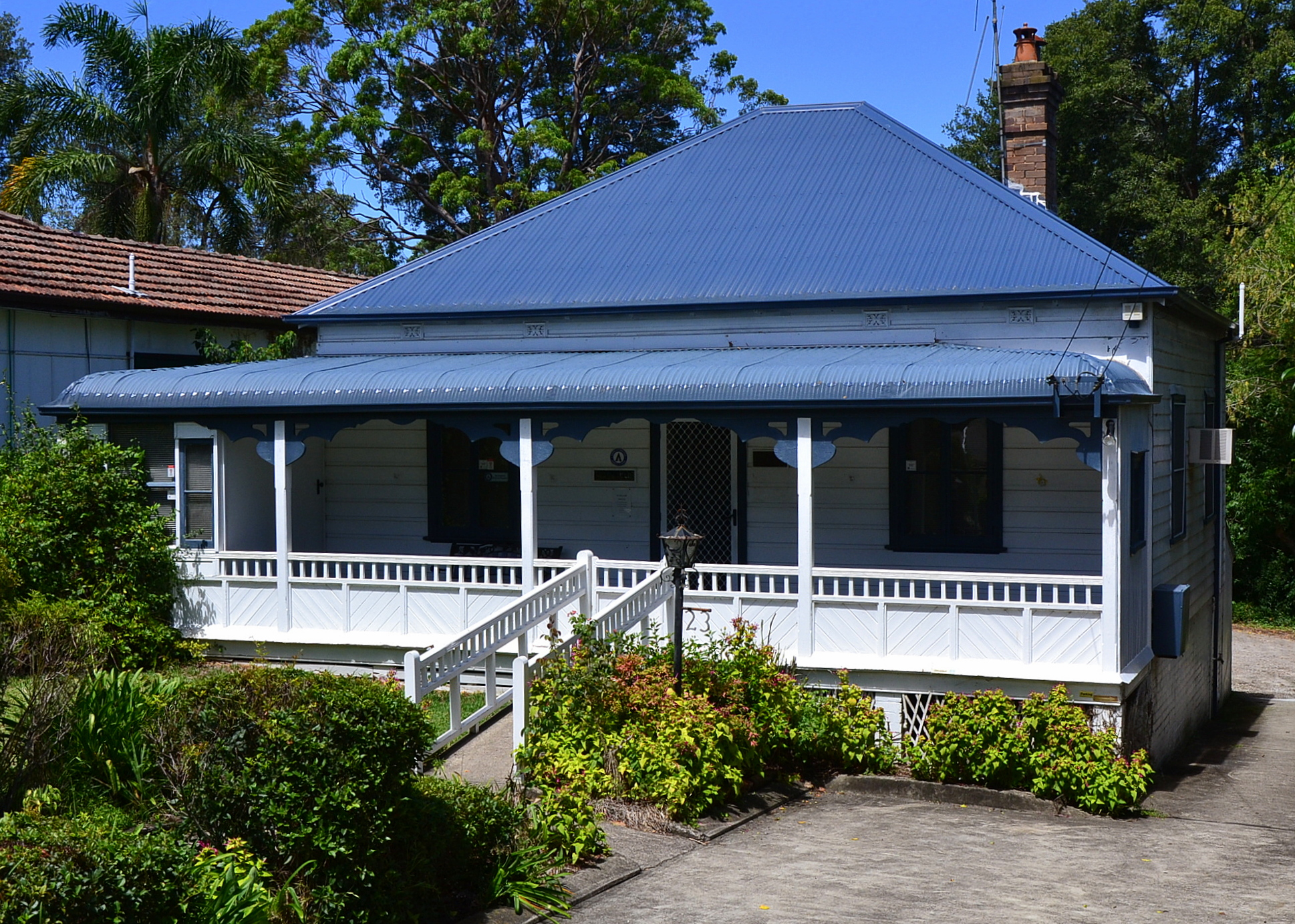
Tanfield,
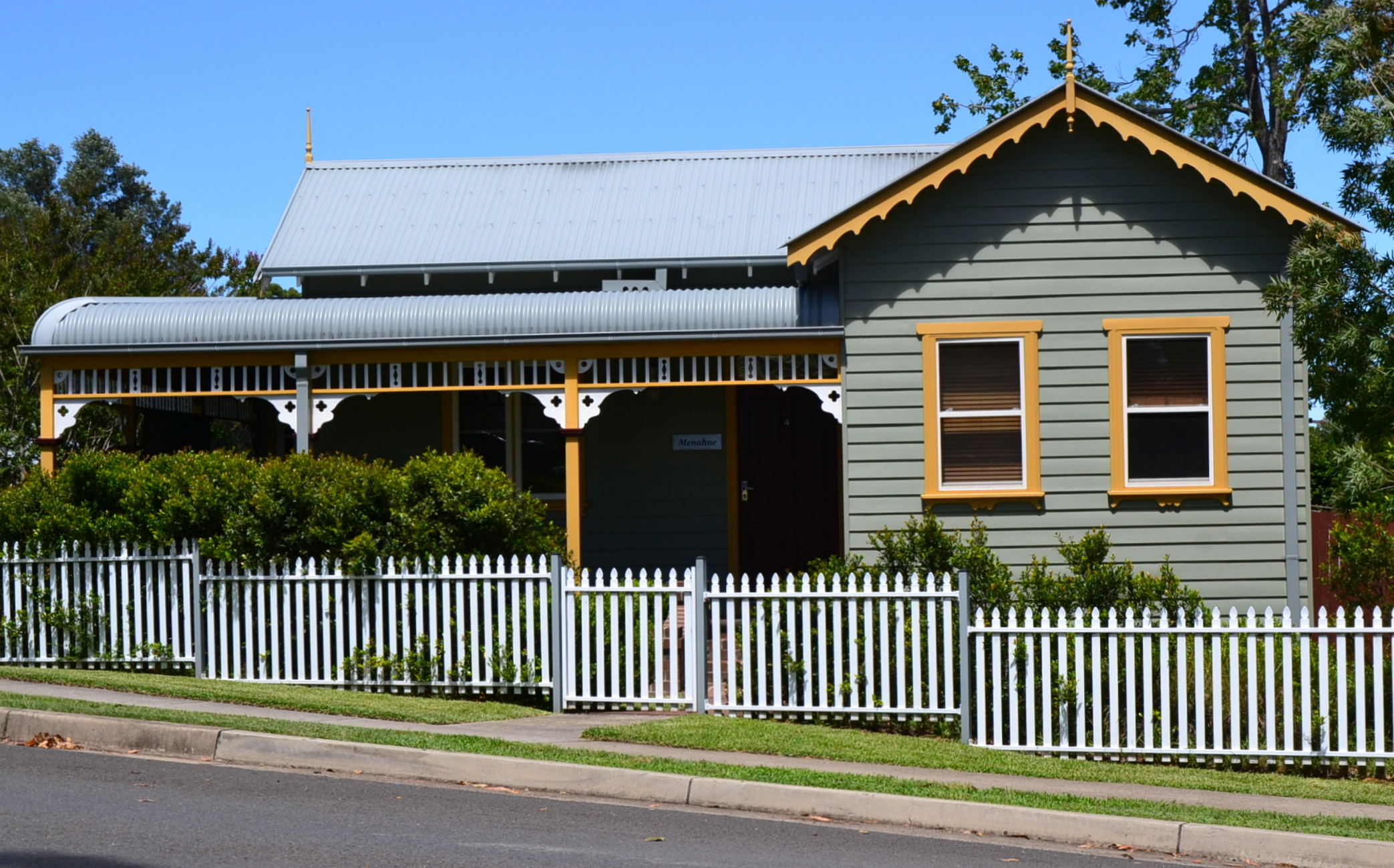
Menahne, a heritage-listed home in Hope Street
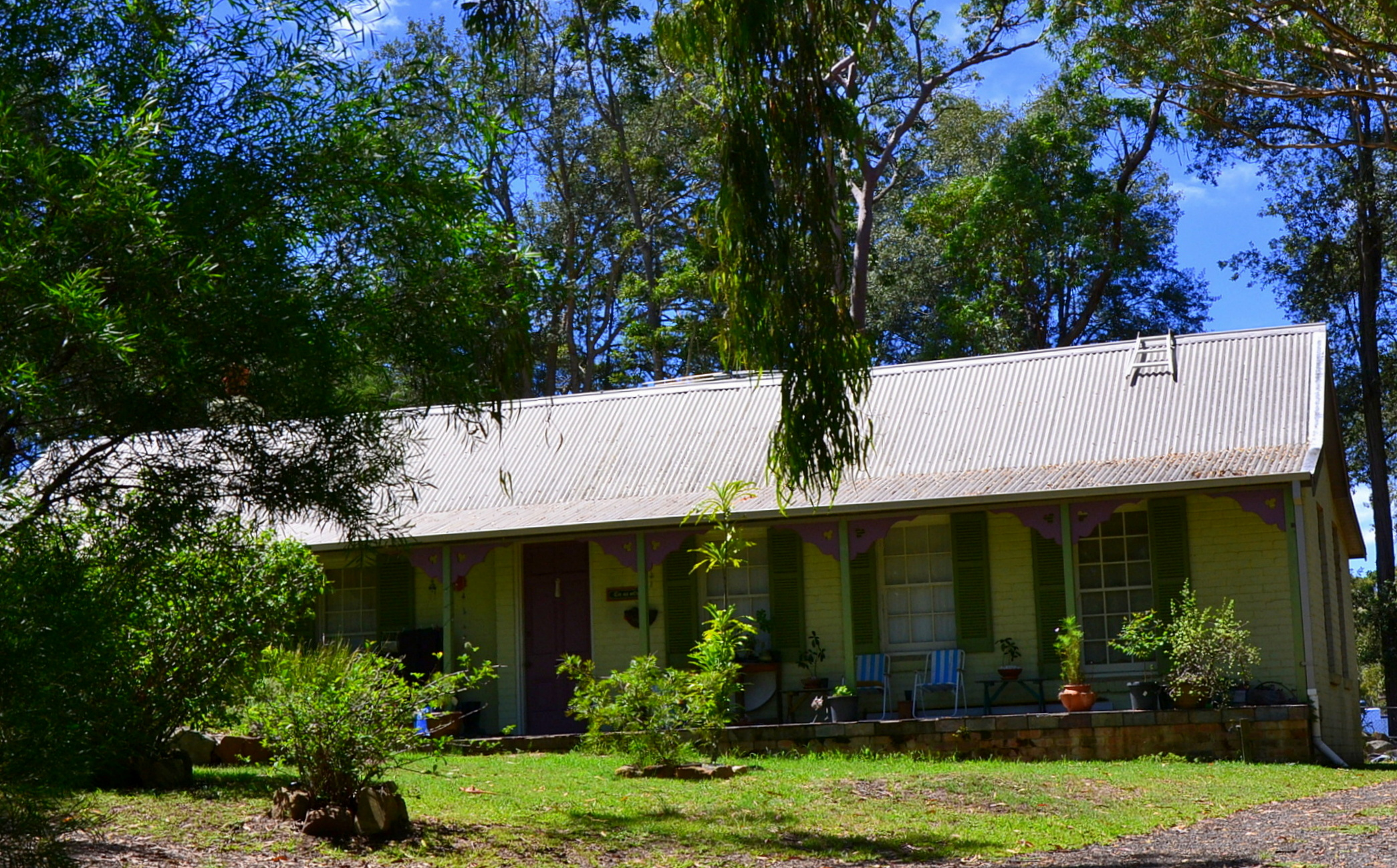
Rosedale, a heritage-listed home in View Street
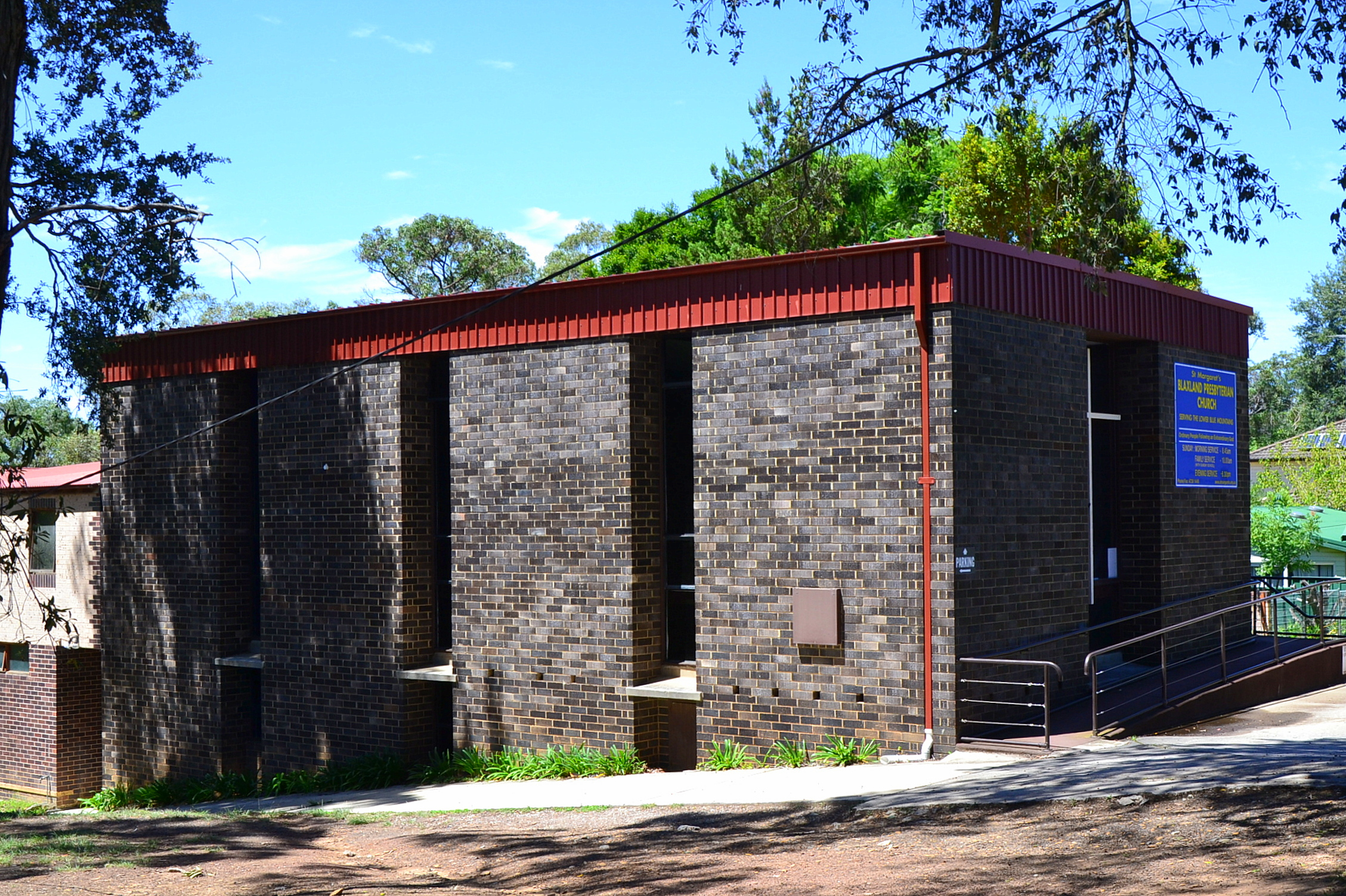
Chiesa presbiteriana di Blaxland, Wilson Way